# 中国 (琼·贝兹单曲)
《中国》（英語："China" by Joan Baez）是由琼·贝兹（Joan Baez）于1989年所写的一首单曲，被其收录在Speaking of Dreams专辑里。
1989年，在中华人民共和国北京市发生六四事件之后，琼·贝兹写了一首以“中国”为名的歌曲，哀悼六四事件的死者，以及谴责中国共产党对数千名呼吁建立民主共和的学生示威者使用暴力和血腥的方式进行镇压。